# SC Degenfeld
Der Skiclub Degenfeld ist ein Sportverein aus Degenfeld, einem Ortsteil von Schwäbisch Gmünd.

## Geschichte
Der Verein wurde am 21. Januar 1922 als Ski-Club Degenfeld im Gasthaus Hirsch in Degenfeld gegründet. Gründungsmitglieder waren Skifahrer des Stuttgarter Skiclub Steinbühl. Von Anfang des Bestehens nahm die Jugendarbeit einen hohen Stellenwert ein. 1924 waren von den 34 Mitgliedern des Vereins 15 Jugendliche.
1926 baute der Verein seine erste Skisprungschanze, auf der 1927 die ersten Schwäbischen Meisterschaften ausgetragen wurden. 1929 führte der Verein sein noch heute ausgetragenes Degenfelder Kinderskifest durch, bei denen Wettbewerbe im Skilanglauf, im Skispringen und im Abfahrtslauf durchgeführt wurden.
Während des Zweiten Weltkriegs ruhte der Vereinsbetrieb und die Vereinsanlagen wurden schwer beschädigt. Bereits kurz nach Kriegsende wurden die Sportstätten wieder hergerichtet, so dass bereits 1947 wieder eine Schwäbische Meisterschaft ausgetragen werden konnte.
In den 1950er Jahren veranstaltete der SC Degenfeld auf seiner großen Schanze an der Winterhalde diverse große Skisprungveranstaltungen, die teils mehrere tausend Zuschauer anlockten.
1956 qualifizierte sich die Deutsche Meisterin Stefanie Köhrer-Wamsler als erste Degenfelder Sportlerin für die Olympischen Winterspiele 1956 in Cortina d’Ampezzo.
In den 1960er Jahren baute der Verein neben einem Skilift an der Großen Mulde auch eine Sesselbahn am Steinbühl. Zwischen 1974 und 1976 folgte der Bau einer Skihütte am Kalten Feld. 1990 wurden neue Nachwuchsschanzen gebaut. Im Anschluss daran wurde Degenfeld ein Stützpunkt für Skispringen im Schwäbischen Skiverband.
Seit den 2000er Jahren bietet der SC Degenfeld auch Breiten- und Freizeitsport wie Turnen und Nordic Walking an.

## Bekannte Sportler
| Sportler                | Sportart    | Wichtigste Erfolge |
| ----------------------- | ----------- | --- |
| Tim Fuchs               | Skispringen | Teilnahme an Vierschanzentournee 2014/15, FIS-Cup-Gesamtsieg 2019/20                                                      |
| Kevin Horlacher         | Skispringen | Weltcup-Punkte, Deutscher Meister im Team 2009                                                                            |
| Stefanie Köhrer-Wamsler | Skilanglauf | Deutsche Vizemeisterin im Einzel 1956, 1958 und 1960 sowie mehrmalige Meisterin mit der Staffel                           |
| Dominik Mayländer       | Skispringen | Deutscher Vizemeister 2013                                                                                                |
| Jan Mayländer           | Skispringen | Deutscher Vizemeister im Team 2013                                                                                        |
| Anna Rupprecht          | Skispringen | Weltmeisterin 2021 im Mixed-Team, 2× EYOF-Gold 2013, Juniorenweltmeisterin im Team 2015, Deutsche Meisterin 2010 und 2016 |
| Carina Vogt             | Skispringen | Olympiasiegerin 2014, Weltmeisterin 2015 und 2017                                                                         |
| Walter Ziller           | Skilanglauf | Teilnahme im Skilanglauf-Weltcup                                                                                          |